# Auburg

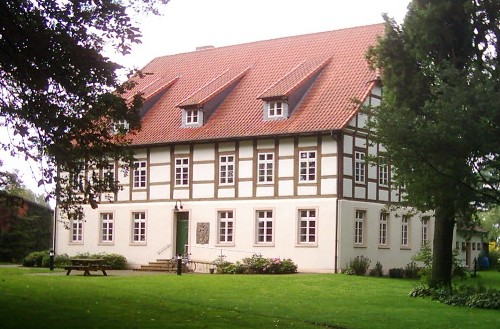
Die Auburg in Wagenfeld

Die Auburg ist ein denkmalgeschütztes Gebäude der Gemeinde Wagenfeld im niedersächsischen Landkreis Diepholz.

## Geschichte
In Wagenfeld ließen die Grafen von Diepholz an der Wagenfelder Aue, einem kleinen Nebenfluss der Hunte, eine Schutzfeste mit dem Namen Auburg errichten. Diese Wasserburg, auf einer Insel zwischen einem abgezweigten Arm der Aue und der Wagenfelder Aue gelegen, sollte die benachbarten Mindener, die damals regelmäßig in das Gebiet einfielen, abschrecken.
Die Auburg soll nach einer Quelle von 1594 im Jahr 1495/96 durch die Grafen von Diepholz aus dem Steinmaterial der abgerissenen Burg Cornau errichtet worden sein. Es hat aber wohl schon 1461 ein Festes Haus bestanden. Mit dem Burgenbau setzten sich die Grafen über die Vereinbarung mit dem Bistum Minden hinweg, lediglich einen Hof zu erneuern. 1512 zerstörten die Herzöge von Braunschweig-Lüneburg die Burg, sie wird aber anschließend stärker wiederaufgebaut. 1521 überträgt Friedrich zu Diepholz dem Landgraf Philipp von Hessen Schloss Auburg und das Dorf Wagenfeld und erhält es als Lehen zurück.
Ein Rechtsstreit über die territoriale Zugehörigkeit des Amtes Auburg brach aus, als im Jahre 1585 der noch nicht einmal 30 Jahre alte Graf Friedrich II. von Diepholz verstarb. Die Auburger huldigten am Ende noch im gleichen Jahr dem Landgrafen von Hessen-Kassel als ihrem neuen Landesherrn. Auf der Auburg war in der Folgezeit eine hessische Garnison stationiert, zudem diente sie als Amtssitz.
1592 erhielt Philipp Wilhelm von Cornberg, ein nicht ehelicher Sohn des hessischen Landgrafen Wilhelm IV., die Belehnung mit dem Amt Auburg und dem Dorf Wagenfeld.

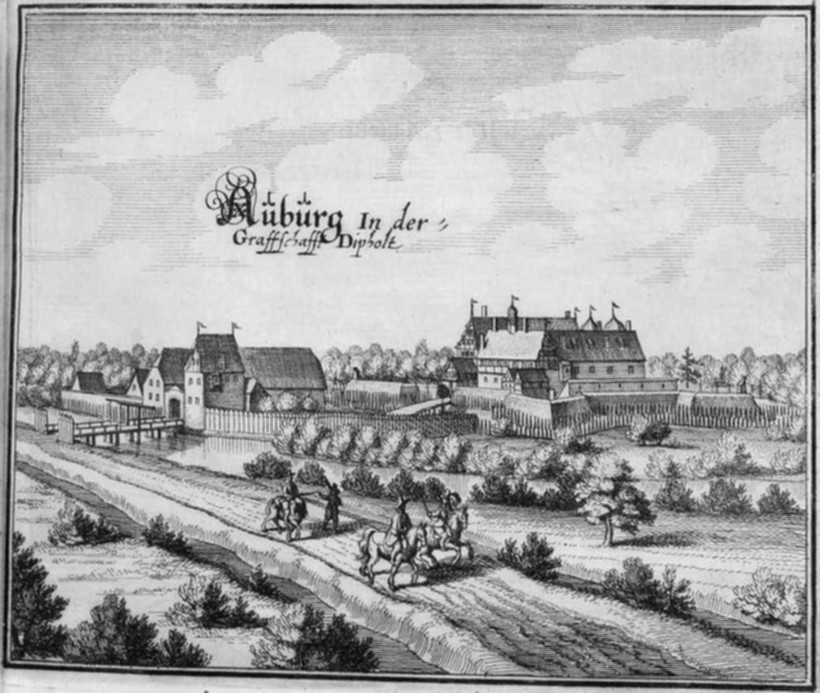
Die Auburg als Merian-Stich um 1654

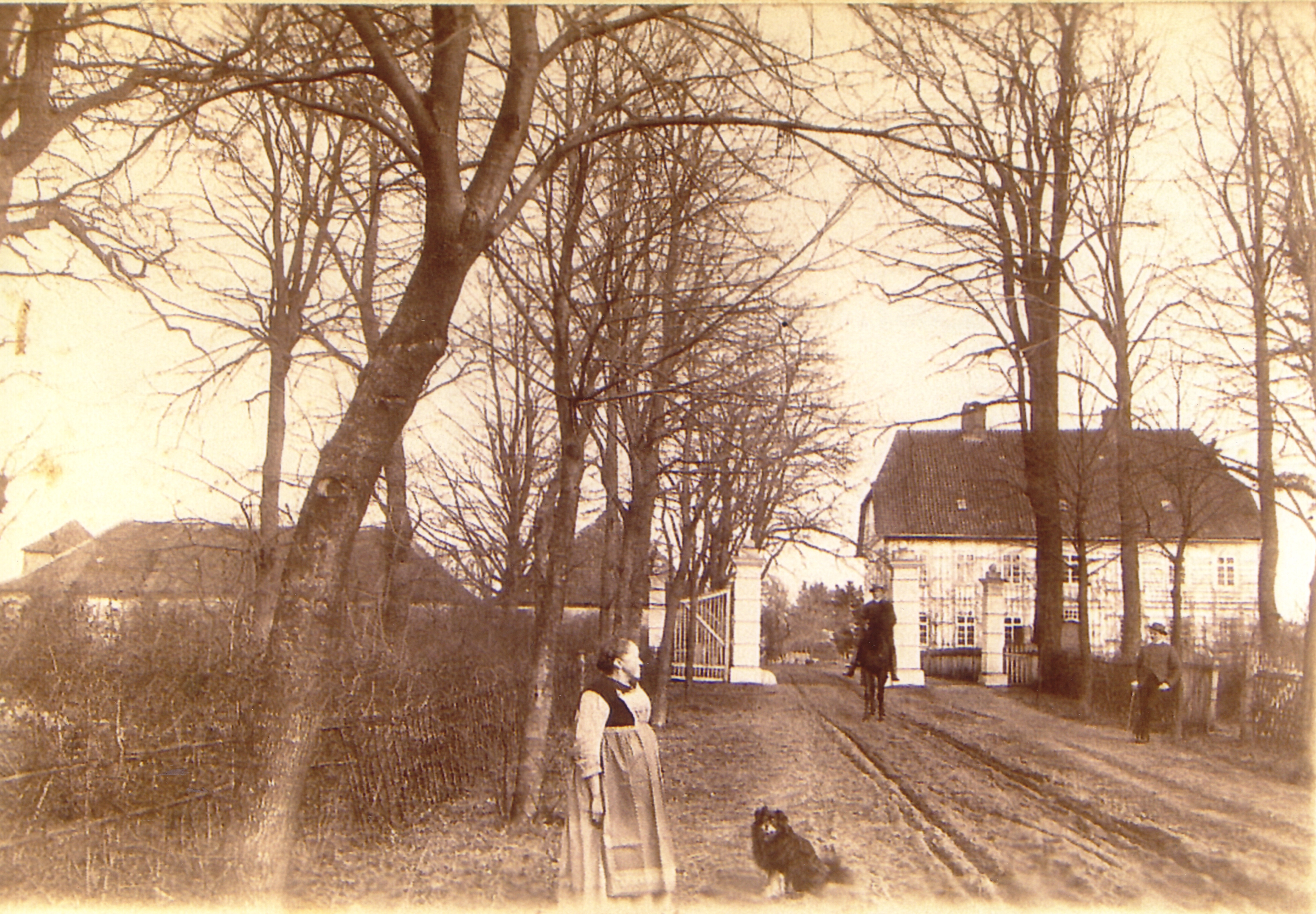
Auburg, 1892

Ein Merianstich von 1654 gibt Auskunft über das damalige Aussehen der Burg. Eine Zugbrücke führt über die Au zur Vorburg, die aus einem Turm, einem langgestreckten Wirtschaftsgebäude und weiteren, kleineren Gebäuden besteht. Als Befestigung dient eine Palisade. Eine weitere Brücke führt durch ein Torhaus zur Hauptburg, die von einer sternförmigen Befestigung mit Eckbastionen und einer Palisade umgeben ist. Die Hauptburg scheint ein Vierflügelbau zu sein, dessen Flügel zum Teil ganz aus Bruchstein und zum Teil aus Bruchstein mit Fachwerkobergeschoss bestehen. Vom Nordwestflügel sind nur zwei Turmhauben erkennbar.
1789 wurden nach Auflösung der Garnison die militärischen Bauten abgerissen, die Kasematten gesprengt und der Wall in den Burggraben geschüttet. Die Herren von Cornberg bauten auf dem Burggelände zwischen 1835 und 1850 das heutige Herrenhaus aus Fachwerk auf Bruchsteinsockel. Letzter Besitzer aus dieser Familie war Theodor von Cornberg, der das Gebäude im Jahre 1904 dem Osnabrücker Fabrikanten Schlicker verkaufte. An der Auburger Mühle befindet sich ein Allianzwappen Cornberg-Freytag (oder Frydag).
1941 kaufte das Bremer Focke-Museum von einer Nachkommin der Cornbergs die hochmittelalterliche Dodelinusglocke, eine sogenannte Bienenkorbglocken des 12. Jahrhunderts, die zuvor lange Zeit im Herrenhaus gehangen hatte. 1937 erwarb die damalige Samtgemeinde Wagenfeld das Gebäude der Auburg sowie 26 Morgen Land. Dort wohnten nach 1945 zunächst acht Jahre lang Flüchtlingsfamilien. Anschließend dienten die Gebäude bis 1967 als landwirtschaftliche Berufsschule.
Auf dem Gelände der Auburg befindet sich heute nur noch das Herren- und das Gesindehaus. Die Umrisse der Befestigung sind im Luftbild erkennbar, der Graben zeichnet sich noch sanft im Gelände ab. Das historische Gebäude der Auburg wurde in den Jahren 1998/1999 restauriert. In seinen Räumlichkeiten bietet seither der „Kulturkreis Auburg“ ein Kulturprogramm an. Die Auburg ist auch Namensgeber für die in Wagenfeld ansässigen Firmen „Auburg Quelle“ (Mineralwasser) und „Auburg Möbel“.